# Lozno
Lozno (bulgariska: Лозно) är ett distrikt i Bulgarien.   Det ligger i kommunen obsjtina Kjustendil och regionen Kjustendil, i den västra delen av landet, 70 km sydväst om huvudstaden Sofia.
Trakten runt Lozno består till största delen av jordbruksmark. Runt Lozno är det ganska glesbefolkat, med 24 invånare per kvadratkilometer.